# A New Starsystem Has Been Explored
A New Starsystem Has Been Explored (Originalschreibweise: A New ✩system Has Been Explored; englisch für ‚Ein neues Sternensystem wurde erforscht‘) ist ein Lied des deutschen Synthiepop-Duos Wolfsheim, in Kooperation mit der aus Aachen stammenden Sängerin Heike Nebel. Das Stück ist die zweite Singleauskopplung aus ihrem dritten Studioalbum Dreaming Apes.

## Entstehung und Artwork
Aufgenommen und geschrieben wurde das Lied gemeinsam von den beiden Wolfsheim-Mitgliedern Peter Heppner und Markus Reinhardt. In Zusammenarbeit mit José Alvarez-Brill produzierten die beiden auch die Single, als ausführender Produzent fungierte Lothar Gärtner. Gemastert wurde das Stück unter der Leitung von Carlos Perón. Die Single wurde unter dem Musiklabel Strange Ways Records veröffentlicht und durch Indigo vertrieben. Die Aufnahmen erfolgten im The Factory Tonstudio in Aachen. Auf dem verpixelt wirkenden Cover der Maxi-Single ist – neben Künstlernamen und Liedtitel – eine Kinderpuppe mit Gänseblümchen Augen, vor dem Hintergrund eines Himmels, zu sehen. Die Fotografie stammt von Alexander Demtschuk und das Artwork von den Graphischen Werken Ottensen.

## Veröffentlichung und Promotion
Die Single-Erstveröffentlichung von A New Starsystem Has Been Explored erfolgte am 19. April 1996 in Deutschland. Die Maxi-Single beinhaltet neben der Radioversion eine Album, Remix- und eine Instrumentalversion von A New Starsystem Has Been Explored als B-Seite. Letzteres wird mit Hilfe von Symbolen auf der Maxi-Single dargestellt. Es setzt sich aus folgenden Symbolen zusammen: Lautsprecher-Symbol, Mikrofon, Männerfigur, Omnibus, Flugzeug, Trinkflasche und einer Sonne.
A New Starsystem Has Been Explored ist nach fünf vorangegangenen englischsprachigen Singleveröffentlichungen in Folge, das erste deutschsprachige Lied des Duos, welches als offizielle Singleauskopplung veröffentlicht wurde.

## Inhalt
| „Deep-Space-Overdose, frei und zügellos. Deep-Space-Overdose, verloren rettungslos.“ – Refrain, Originalauszug | Mit Ausnahme der englischsprachigen Zeile „Deep-Space-Overdose“ (englisch für ‚Weltraum-Überdosis‘) ist der Liedtext zu A New Starsystem Has Been Explored in deutscher Sprache verfasst; ins Deutsche übersetzt bedeutet der Liedtitel „Ein neues Sternensystem wurde erforscht“. Die Musik und der Text wurden gemeinsam von Peter Heppner und Markus Reinhardt geschrieben. Musikalisch bewegt sich das Lied im Bereich des Synthiepops. Aufgebaut ist das Lied auf zwei Strophen sowie einer Bridge und einem Refrain dazwischen sowie am Ende des Liedes. Die Strophen bestehen aus einer Aneinanderreihung von Paareimen, die beiden Refrains beinhalten einen Kreuzreim und unterscheiden sich textlich voneinander, lediglich die Textzeile „Deep-Space-Overdose“ ist gleich. Das Tempo beträgt 98 Beats per minute. Neben dem Hauptgesang von Heppner, ist im Hintergrund die Stimme von Heike Nebel zu hören. Inhaltlich greifen Wolfsheim die Thematik um Major Tom auf. |

## Musikvideo
Das Musikvideo zu A New Starsystem Has Been Explored wurde größtenteils in schwarz-weiß gedreht. Zu sehen sind Heppner der auf einer Wasseroberfläche liegt und das Lied singt, während er teilweise mit Wasser bespritzt wird. Reinhardt ist in einer Szene zu sehen, in der er in einem Schwimmbecken taucht. Zwischendurch sind immer wieder die beiden Wolfsheim-Mitglieder zusammen, in farbigen Szenen vor einem himmelblauen Hintergrund stehend, zu sehen. In unregelmäßigen Abständen ist Heike Nebels Gesicht zu sehen. Die Gesamtlänge des Videos beträgt 3:32 Minuten. Regie führte Oliver-Schultz-Bernd, zusammen mit Kjell Peterson produzierte er auch das Video.

## Mitwirkende
| Liedproduktion - José Alvarez-Brill: Musikproduzent - Lothar Gärtner: Ausführender Produzent - Peter Heppner: Gesang, Komponist, Liedtexter, Musikproduzent, Tonmeister - Heike Nebel: Hintergrundgesang - Carlos Perón: Mastering - Markus Reinhardt: Keyboard, Komponist, Liedtexter, Musikproduzent, Tonmeister | Unternehmen - Indigo: Vertrieb - Strange Ways Records: Musiklabel - The Factory: Tonstudio Artwork - Alexander Demtschuk: Fotograf (Cover) - Graphische Werke Ottensen: Artwork (Cover) - Kjell Peterson: Filmproduzent (Musikvideo) - Oliver-Schultz-Bernd: Filmproduzent, Regisseur (Musikvideo) |